# Tärna kyrka, Lappland
Tärna kyrka är en kyrkobyggnad i Tärnaby. Den är församlingskyrka i Tärna församling i Luleå stift.

## Kyrkobyggnaden
Första kapellet på platsen uppfördes 1762 och ersattes 1855 av en ny kyrkobyggnad som revs 1897.
Nuvarande träkyrka i nygotisk stil uppfördes åren 1897–1908 efter ritningar av arkitekt Gustaf Petterson. 19 juli 1908 invigdes kyrkan av biskop Olof Bergqvist.
Kyrkan består av långhus med torn och ingång vid västra kortsidan. Vid östra kortsidan finns koret och en tresidig sakristia. Åren 1950–1953 genomfördes en omfattande renovering under ledning av arkitekt Bernhard Schill. Tidigare kor byggdes då om till sakristia och en ny korvägg tillkom. Nya korväggen fick en stor målning utförd av konstnären Torsten Nordberg. Målningen skildrar liknelsen om det stora gästabudet, (Lukas 14:16-24). Kyrkan återinvigdes den 16 augusti 1953.
Ännu en restaurering genomfördes 1967 under ledning av Bengt Lidström.

## Inventarier
- Dopfunten i täljsten är tillverkad av hantverkare på orten.
- Gamla altaruppsatsen är gjord av trä och täljsten. I mitten finns en målning utförd av Thyra Schancke med motivet Jesus välsignar barnen.

### Orgel
- Innan 1953 års orgel användes en elorgel.
- Den nuvarande orgeln är byggd och invigd 1953 av Grönlunds Orgelbyggeri, Gammelstad. Orgeln är mekanisk.

| Huvudverk I    | Svällverk II      | Pedal        | Koppel |
| Principal 8'   | Salicional 8'     | Subbas 16´   | I/P    |
| Oktava 4'      | Rörflöjt 8'       | Koralbas 8´  | II/P   |
| Gedackt 4'     | Spetsflöjt 4'     | Nachthorn 4' | II/I   |
| Sifflöjt 1'    | Waldflöjt 2'      | Regal 2'     |        |
| Rauschkvint II | Nasard 1 1/3'     |              |        |
|                | Tremulant         |              |        |
|                | Crescendosvällare |              |        |

## Bildgalleri

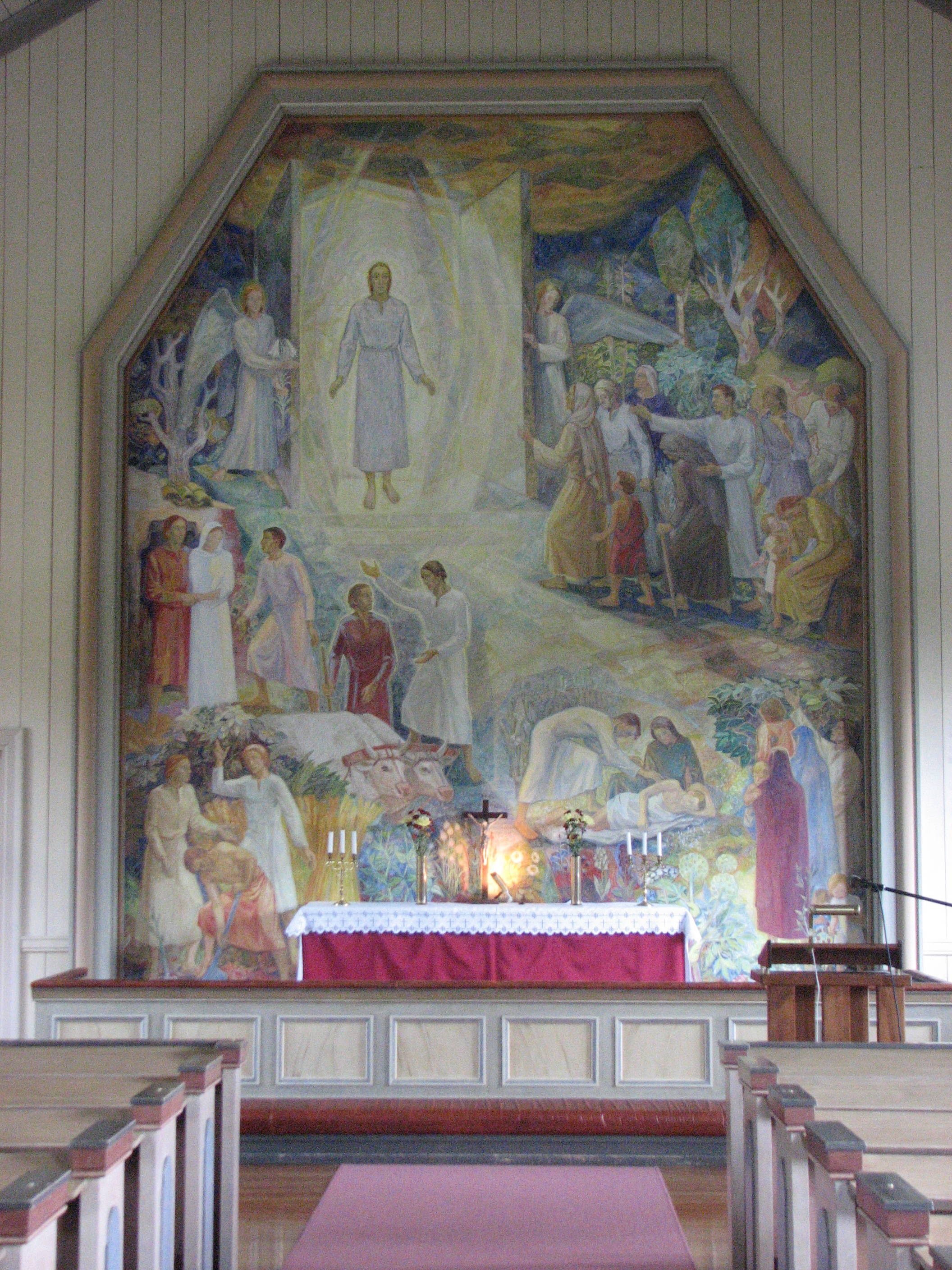
Koret
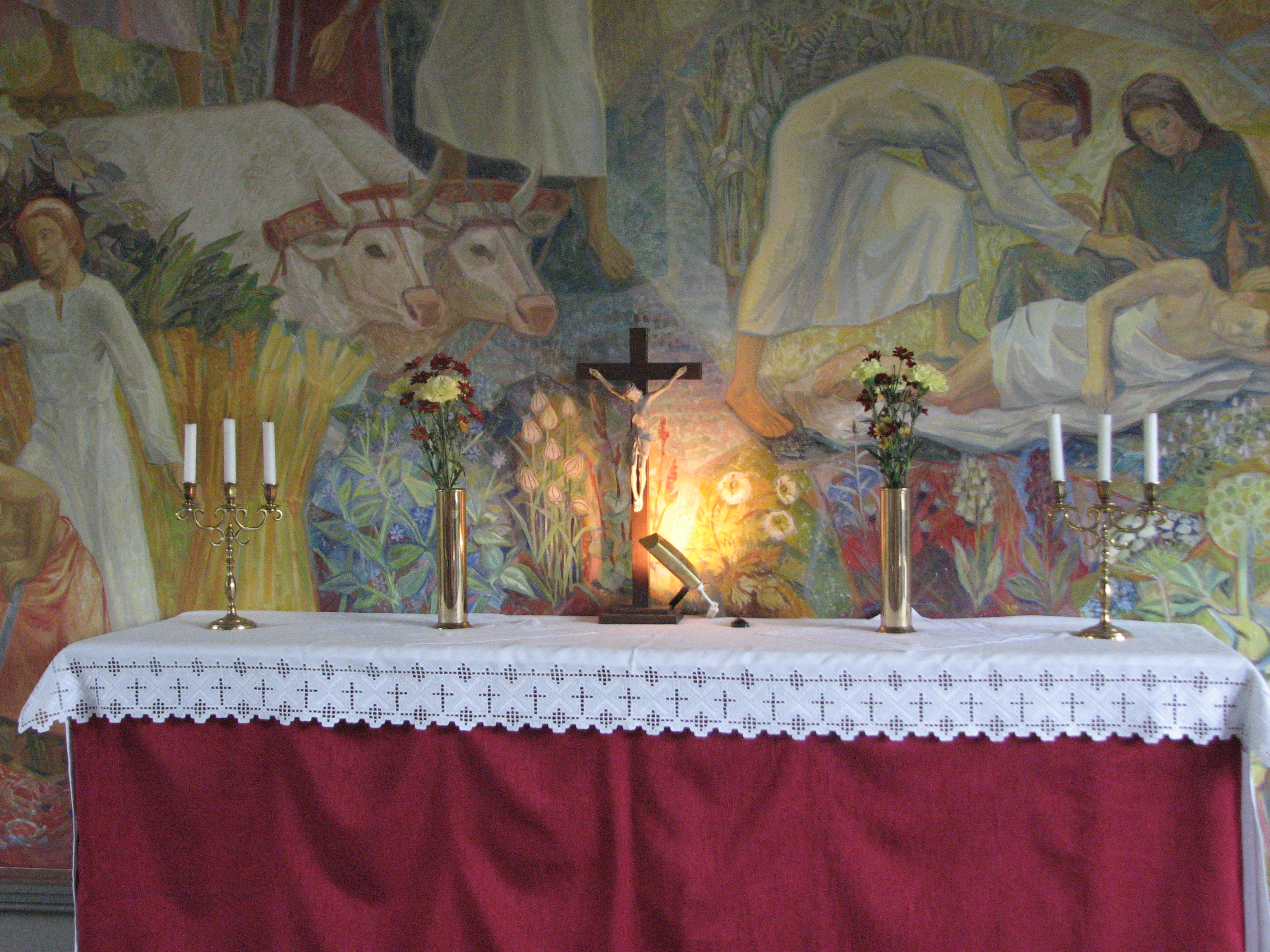
Altaret
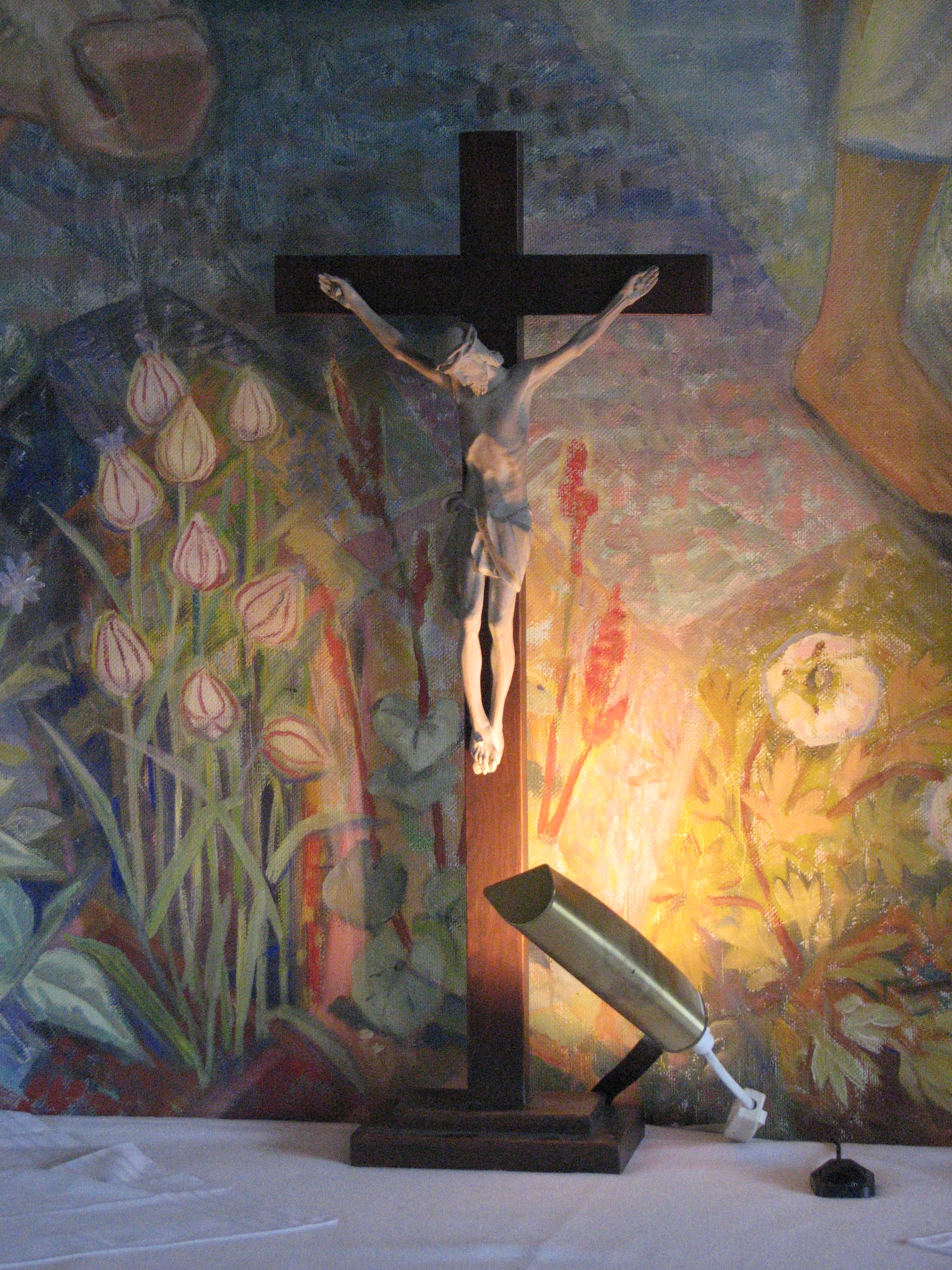
Altarkrucifix
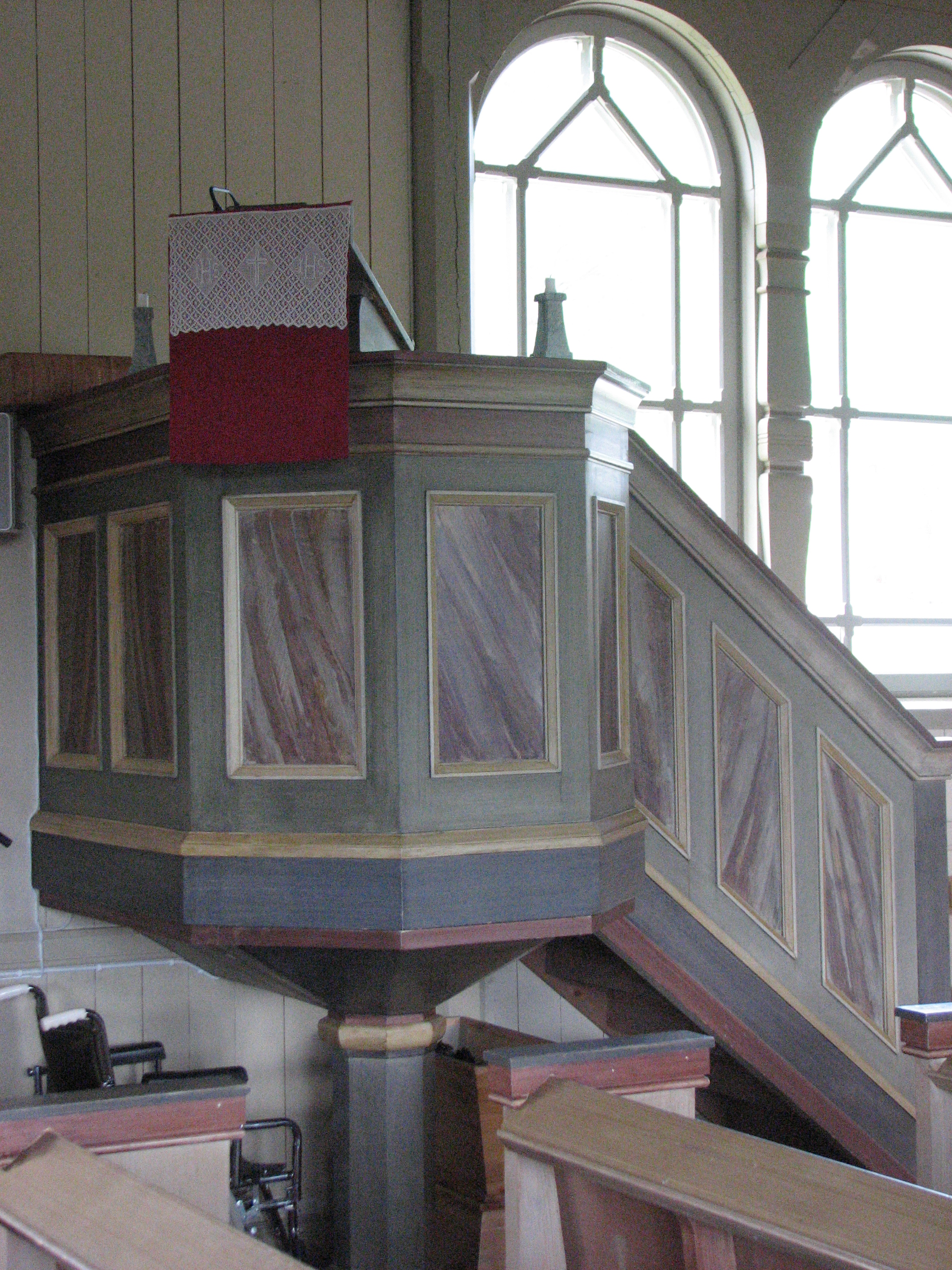
Predikstolen
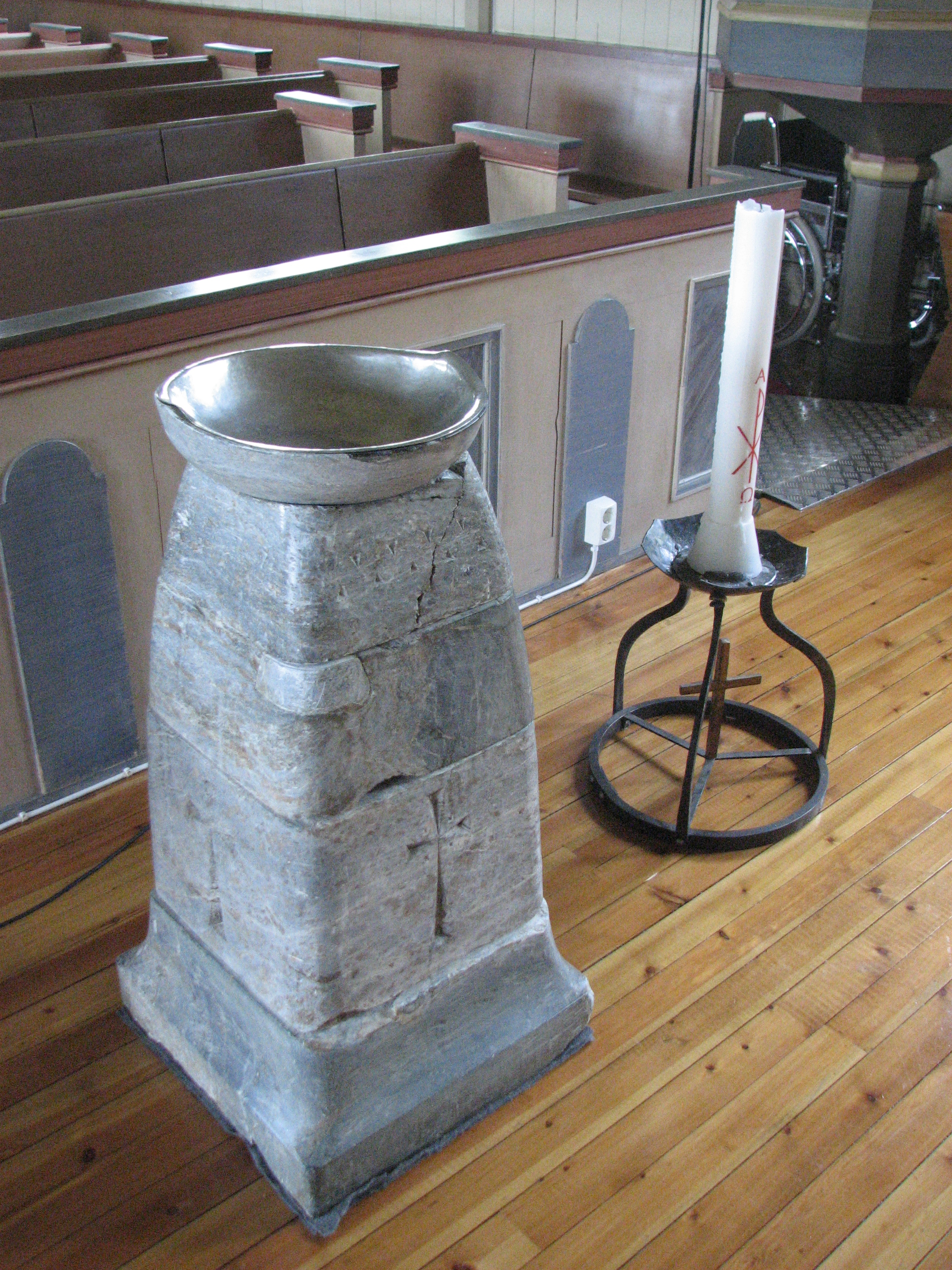
Dopfunten